# Carissa Christensen
Carissa Christensen (* 25. Januar 1996 in Alta Loma, Kalifornien) ist eine US-amerikanisch-philippinische Fußballnationalspielerin.

## Karriere
Christensen startete ihre Karriere mit dem Fram Soccer Club. Nebenher spielt sie seit 2010 für die Los Osos High School und deren Grizzlies Women Soccer team. Nach ihrem High-School-Abschluss im Herbst 2013 wird sie an der Texas Tech University studieren.

### International
Am 9. April 2013 war sie eine von fünfzig Spielerinnen, die für die Philippinische Fußballnationalmannschaft der Frauen in den vorläufigen Kader für den AFC Women's Asian Cup berufen wurde. Sie spielte ihr Länderspieldebüt im Alter von 17 Jahren im Mai 2013.